# Delannoy (acteur)
Pour les articles homonymes, voir Delannoy.
Edmond Léopold Émile Delannoy, dit Delannoy, né le 6 février 1817 à Arras (Pas-de-Calais) et mort le 29 décembre 1888 à Paris 17e, est un comédien et dramaturge français.

## Biographie
Fils d’un lieutenant-colonel de l’Empire rallié aux Bourbons qui, le destinant à la carrière militaire, avait obtenu pour lui une bourse entière au prytanée de la Flèche, Delannoy a attendu la mort de sa mère pour braver les remontrances paternelles et se lancer dans la carrière dramatique. Répudié par son frère ainé, il se présente à un entrepreneur de spectacles pour Ia province, qui commence par l’envoyer à Elbeuf, puis à La Rochelle, où il apprend le métier en jouant le drame et la comédie.
Arrivé, en 1840 à Montmartre, sous la direction d’Edmond et Jules Seveste, il passe à Lille, en 1843-44, comme premier comique marqué, aux appointements de 250 francs par mois, où il donne la réplique à Déjazet. En 1845, il est à Anvers, où le 2 mars il récite le monologue en vers de sa composition Un soldat de l'Empereur. On le voit ensuite à Amsterdam et à Liège, avant d’accepter, en 1843, un engagement à Bruxelles, où il devient, un temps, directeur du théâtre des Nouveautés. Après une tournée à Amsterdam et à Liége, il est engagé, en 1848, engagé au Vaudeville par l’administrateur Hugues Bouffé, et débute dans une pièce insignifiante Un coup de pinceau, avant de triompher dans une seconde création, le Serpent (Proudhon), puis dans la Foire aux Idées, pièce réactionnaire de Clairville et Jules Cordier (Achille de Vaulabelle, frère du ministre de l’Instruction publique d’alors).
Dans La propriété c’est le vol, il crée un rôle aristophanesque, parodie d’une notabilité du réalisme, qui suscite engouement d’un côté, colères de l’autre. La cabale s’en mêlant, il est sifflé avec rage et applaudi avec frénésie. Il était lancé. Le 1er mai 1858, il débute au Palais-Royal dans l’Avare en gants jaunes, mais ne tarde pas à revenir au Vaudeville, où il joue dans une multitude de rôles. Homme de devoir, Delannoy se chargeait de tout.
Lorsque Victorien Sardou a voulu se relever de l’insuccès de son Roi Carotte, en 1872, avec sa comédie de Don Quichotte à la Gaité, il l’a supplié de créer ce rôle, mais lorsqu’Offenbach a dû lâcher les rênes de ce théâtre, et que la pièce n’a pu, de ce fait, être représentée, Delannoy, qui avait refusé un réengagement au Vaudeville afin d’honorer le contrat de six mois avec Offenbach, s’est vu obligé s’attendre que l’épuisement des succès des représentations au théâtre de la Chaussée-d’Antin avant de retrouver un emploi. Resté sans appointements, la Gaité refusant même de lui solder les six mois acquis par son contrat, il a été contraint de forcer Offenbach à lui payer un dédit par un procès.
Son nom est longtemps resté attaché au rôle de Péponnet dans les Faux bonshommes de Théodore Barrière. Le succès prodigieux qu’il avait remporté dans ce rôle a failli lui ouvrir les portes de la Comédie-Française. L’administrateur Édouard Thierry a engagé des négociations avec lui, pour suppléer Provost dans les rôles de financiers mais, ayant posé des conditions trop dures, il leur a été impossible de parvenir à un accord. En entrant à la Comédie-Française à cette époque, Delannoy aurait fait un sacrifice financier, car il était largement payé au Vaudeville, mais il aurait évité les ennuis qu’il a traversés sur la fin de sa carrière. Un jour de 1875, il s’est ainsi retrouvé ruiné, après qu’un changeur indélicat s’est volatilisé avec ses économies péniblement amassées.
En 1882, ayant rompu avec le Vaudeville, sa carrière entame son déclin : il ne fait que passer au Gymnase, dans Madame Caverlet. De là, il passe aux Menus-Plaisirs, où l’on jouait le drame en ce temps-là, puis à l’Ambigu, où il trimphe le rôle de Josserand dans Pot Bouille. Ce grand succès devait être le dernier de sa carrière. À sa prise de fonction à la Renaissance, où il voulait installer le vaudeville, Fernand Samuel l’engage, et il joue encore, en 1886 et en 1887, outre deux ou trois rôles nouveaux, Minard dans la reprise de Gavaut, Minard et Cie, et François dans la reprise du Choix d’un gendre, qui avait été un de ses triomphes au Vaudeville
Également littérateur de mérite, Delannoy a laissé plusieurs pièces de poésie, pleines de verve et de finesse. Il a aussi écrit plusieurs vaudevilles représentés avec succès à Bruxelles, et quantités de chansonnettes très applaudies, dans leur temps, en Belgique. En outre, en 1884, se trouvant en villégiature à Bagnères, quoique d’idées politiques fort opposées à celles de Félix Pyat, il avait écrit, en collaboration avec lui, l’Homme de peine, drame qui a obtenu du succès.
Souffrant depuis longtemps d’une maladie d’estomac qui l’obligeait à manger fort peu, il ne pouvait plus, dans ses derniers jours, absorber aucun aliment, et gardait le lit, se levant quelques instants tous les jours. Le soir de sa mort, il s’est recouché de bonne heure et ne s’est jamais réveillé. Il avait deux enfants un fils et une fille, cette dernière ét connue au théâtre sous le nom de « Mme Chandora ».
Il fut inhumé au cimetière de Montmartre (concession reprise).

## Jugements
« C’était un comédien d’étude, dont le seul défaut était de faire un sort à chaque phrase de son rôle et â chaque mot de la phrase. Il ne faisait grâce d’aucun détail. […] Delannoy avait la diction pesante, le jeu appuyé et lourd ; mais quand le rôle était bon, quelle force lui donnaient et cette diction loyale et ce jeu minutieux ! »

— Francisque Sarcey, Le XIXe siècle.

« Trois personnes m’attendrissent : Delannoy, Tourgueneff et mon domestique »

— Gustave Flaubert, Correspondance.

« Delannoy était de cette forte race des comédiens l'étude qui entraient avec conviction dans la peau du bonhomme qu'ils avaient à représenter ; qui se pliaient en un mot aux exigences de leurs créations… »

— Paul Marion, Nice artistique

## Rôles principaux
- La propriété c’est le vol, folie socialiste en 3 actes de Clairville et Jules Cordier ; rôle : le serpent, Paris, théâtre du Vaudeville, 28 novembre 1848.
- La Dame aux camélias, drame en 5 actes d’Alexandre Dumas fils, rôle : Duval père, Paris, théâtre du Vaudeville, 2 février 1852.
- Les Parisiens, comédie en 3 actes de Théodore Barrière, rôle : Martin, Paris, théâtre du Vaudeville, 28 décembre 1854.
- Les Faux Bonshommes, comédie en 4 actes de Théodore Barrière, rôle : Péponet, Paris, théâtre du Vaudeville, 11 novembre 1856.
- Le Pantalon de Nessus, vaudeville en 1 acte d’Édouard Martin et Albert Monnier, rôle : Beaufumé, Paris, théâtre du Palais-Royal, 16 mai 1860.
- La belle-mère a des écus, vaudeville en 3 actes d’Alfred Delacour, rôle : Routillac, Paris, théâtre du Palais-Royal, 2 novembre 1861.
- Les Métamorphoses d’un corset, vaudeville en 1 acte d’Édouard Brisebarre et Eugène Nus, Paris, théâtre du Palais-Royal, 2 novembre 1861.
- Les Ivresses ou la Chanson de l’amour, comédie en 3 actes de Théodore Barrière et Lambert-Thiboust, rôle : Faustin Guibert, Paris, théâtre du Vaudeville, 13 octobre 1862.
- Les Brebis galeuses, comédie en 4 actes de Théodore Barrière, rôle : Buzançois, Paris, théâtre du Vaudeville, 27 février 1867.
- Où l’on va, comédie en 3 actes de Charlotte Dupuis, rôle : Dressé, Paris, théâtre du Vaudeville, 16 octobre 1868.
- La Révolte, drame en 1 acte de Villiers de l'Isle-Adam, rôle : Félix, Paris, théâtre du Vaudeville, 6 mai 1870.
- Pot Bouille, pièce en 5 actes de William Busnach d’après Émile Zola, rôle : Josserand, Paris, théâtre de l’Ambigu, 13 décembre 1883.
- La Princesse des Canaries, opéra-bouffe en 3 actes d’Alfred Duru et Henri Chivot ; musique de Charles Lecocq, rôle : Général Pataquès, Paris, théâtre des Folies-Dramatiques, 9 février 1883.
- L’Homme de peine, drame en 5 actes de Félix Pyat, rôle : Jacques Durand, Paris, théâtre de l'Ambigu, 24 février 1885.

## Publications
- Un Soldat de l'Empereur, souvenir du 5 mai 1821, monologue en vers, Anvers, L.-G. de Cort, 1845, 8 p., in-8º.